# Maricel Skating Club
Maricel Sporting Club fou un club d'hoquei sobre patins i de patinatge de Barcelona, fundat l'any 1930. Va ser un dels fundadors de la Federació Catalana d'Hoquei sobre Patins i participà en les primeres edicions del Campionat de Catalunya, destacant el subcampionat de 1931. Disputava els seus partits al Maricel Park, un parc d'atraccions ubicat a Montjuïc. Aquesta pista, inaugurada el 28 d'agost de 1930, acollí la primera final del Campionat de Catalunya celebrada l'11 de setembre de 1930. Després de la Guerra Civil Espanyola, l'entitat va desaparèixer.